# Zeadmete verheckeni
Zeadmete verheckeni là một loài ốc biển, là động vật thân mềm chân bụng sống ở biển trong họ Cancellariidae.
The specific name verheckeni is in honor of Belgian malacologist André Verhecken.

## Phân bố
Nam Phi